# Philaenus tesselatus
Philaenus tesselatus är en insektsart som beskrevs av Melichar 1899. Philaenus tesselatus ingår i släktet Philaenus och familjen spottstritar. Inga underarter finns listade i Catalogue of Life.